# Podhorany (okres Prešov)
Podhorany, dříve Hažgut (maďarsky: Ásgút) jsou obec na Slovensku, v okrese Prešov v Prešovském kraji. V obci žije 857 obyvatel.

## Poloha
Obec leží v jižní části Nízkých Beskyd v údolí Dlhého potoka.
Z větší části odlesněný povrch tvoří mírně zvlněná pahorkatina s nadmořskou výškou v rozmezí od 325 do 540 m, střed obce je ve výšce 340 m n. m. Území je tvořeno bradlovým pásmem a flyšem. Lesní porost v severní části území je tvořeno buky a duby.
Obec sousedí na severu s obcí Lopúchov, na východu s obci Chmeľovec, na jihu a Kapušany, na západě s obcemi Fulianka a Tulčík.

## Historie
První písemná zmínka o obci je z roku 1283, kde je jmenována jako Asguth, později jako Asgutherdewow ( v roce 1300) a v roce 1920 jako Hažgút a od roku 1948 Podhorany. V roce 1427 byla ves daněna z 30 port. V roce 1600 se uvádí 18 poddanských domů a jedna kúria. V roce 1787 měla obec 27 domů a 215 obyvatel. V roce 1828 byla obec rozdělena na Nižný Ašgút s 21 domy a s 175 obyvateli a Vyšný Ašgút s devíti domy a 77 obyvateli. Rozdělení trvalo až do 20. století. Hlavní obživou bylo zemědělství a tkaní konopného plátna. Ještě na začátku 20. století se zde nacházely stoupy na lámání konopných lodyh. V letech 1927 až 1948 se obec jmenovala Hažgut.

## Památky
V obci je kúria z 19. století, ve které se nachází obecný úřad. Na hřbitově jsou zachovány hrobky rodin Bothovců a Körtvélyessyovců majitelů obce.